# Wilhelm Berger (Komponist)

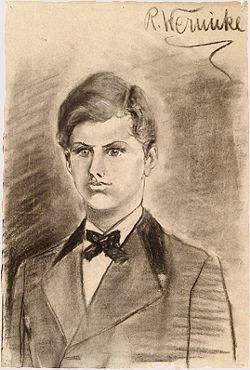
Wilhelm Berger, Porträt von R. Wernicke

Wilhelm Reinhard Berger (* 9. August 1861 in Boston; † 16. Januar 1911 in Jena) war ein deutscher Komponist, Pianist und Dirigent.

## Leben
Der Vater, ursprünglich Kaufmann in Bremen, war in Boston als Musikalienhändler tätig und machte sich, 1862 nach Bremen zurückgekehrt, als Schriftsteller einen Namen. Sehr früh zeigten sich beim Sohn musikalische Neigung und Begabung. Als der Vierzehnjährige zum ersten Mal öffentlich konzertierte, konnte er bereits eine große Anzahl Lieder und Klavierwerke vorlegen. Von 1878 bis 1884 war Berger an der Königlichen Hochschule zu Berlin Schüler von Ernst Rudorff (Klavier) und Friedrich Kiel (Kontrapunkt), von 1888 bis 1903 Lehrer am Klindworth-Scharwenka-Konservatorium und ab 1899 Dirigent der Berliner „Musikalischen Gesellschaft“. Daneben entfaltete er eine erfolgreiche Tätigkeit als Konzertpianist. 1903 wurde Berger Professor und Mitglied der Königlichen Akademie der Künste und im selben Jahr als Nachfolger Fritz Steinbachs Hofkapellmeister in Meiningen. An der dortigen bekannten Hofkapelle wirkte er bis zu seinem frühen Tod. Im Alter von 49 Jahren starb er an den Folgen einer Magenoperation. Sein Nachfolger wurde Max Reger.

## Stil
Wie die meisten anderen Komponisten aus dem Kreis der sogenannten Berliner Akademiker entwickelte auch Wilhelm Berger ein meisterhaftes satztechnisches Können. Stilistisch steht seine Musik Johannes Brahms nahe, weist jedoch durch gelegentlichen Einsatz dissonanterer Harmonien und eine Vorliebe für kontrapunktische Gestaltungsweisen auch bereits auf Max Reger voraus, der Bergers Nachfolger als Meininger Hofkapellmeister wurde. Gemessen an seiner kurzen Lebenszeit ist das Werkverzeichnis des Komponisten mit über 100 Opuszahlen sehr umfangreich. Als seine Meisterwerke gelten das Klavierquintett op. 95, die Zweite Symphonie und die späten Chorkompositionen. Von konservativen Musikfreunden wie Wilhelm Altmann, der sich im dritten Band seines „Handbuchs für Streichquartettspieler“ sehr lobend zu Berger äußerte, wurde sein Schaffen noch lange nach seinem Tod hoch geachtet.

## Wiederentdeckung
Nach dem frühen Tod Bergers geriet sein musikalisches Schaffen in Vergessenheit. Keines seiner Werke wurde nach seinem Tod wieder aufgelegt. Erst in den 1980er Jahren begann in Bremen eine allmähliche Renaissance der Sinfonik, Kammermusik und Chorwerke Bergers.
Einen großen Beitrag an der Renaissance der Chormusik Bergers leistete der Dillenburger Musikwissenschaftler Wolfgang Schult als Leiter des Universitätschores Marburg. Dieser studierte das in den Meininger Museen vorliegende Nachlassarchiv Bergers und begann, alle bedeutenden Werke der Öffentlichkeit zu präsentieren. Seit 2001 stehen nahezu jedes Semester Werke Bergers auf dem Programm des Universitätschores. Ein Höhepunkt war die Aufführung des von Berger vertonten Goethe-Gedichtes Der Totentanz (op. 86), welches 2013 das erste Mal seit seiner Uraufführung in Berlin 1902 erklang.
Das Interesse an dem Werk Wilhelm Bergers wuchs und führte anlässlich seines 100. Todestages im Jahre 2011 zu einem mehrtägigen Symposium in Meiningen. Der Kölner Kammerchor Consono veröffentlichte 2015 eine CD mit A-cappella-Chorwerken Bergers, im Herbst 2016 folgte der Universitätschor Marburg und im Herbst 2017 der Landesjugendchor Thüringen.

## Werke

### Vokalmusik
- Sechs Gesänge für gemischten Chor op. 25
- Drei Gesänge für gemischten Chor op. 44
- Vier geistliche Lieder und Gesänge op. 54
- „Gesang der Geister über den Wassern“ für gemischten Chor und Orchester op. 55 (nach Johann Wolfgang von Goethe)
- „Meine Göttin“ für Männerchor und Orchester op. 72 (nach Goethe)
- „Euphorion“, Szene für Soli, Chor und Orchester nach Goethes Faust II op. 74
- „Die Tauben“ für Sopran, Mezzosopran, gemischten Chor und Orchester op. 83 (nach Gerhart Hauptmann)
- „An die großen Toten“ für gemischten Chor und Orchester op. 85 (nach Gustav Schüler)
- „Der Totentanz“ für gemischten Chor und Orchester op. 86 (nach Goethe)
- Drei Gesänge für 6- und 8-stimmigen Chor op. 103
- „Sonnenhymnus“ für Bariton, gemischten Chor und Orchester op. 106 (nach Richard Zoozmann)
- zahlreiche Lieder für Singstimme und Klavier

### Orchesterwerke
- Symphonie Nr. 1 B-Dur op. 71
- Symphonie Nr. 2 h-Moll op. 80
- Variationen und Fuge über ein eigenes Thema f-Moll op. 97
- Serenade für zwölf Bläser op. 102

### Kammermusik
- Violinsonate Nr. 1 A-Dur op. 7
- Klavierquartett Nr. 1 A-Dur op. 21
- Cellosonate d-Moll op. 28
- Violinsonate Nr. 2 F-Dur op. 29
- Streichtrio g-Moll op. 69 (1898)
- Violinsonate Nr. 3 g-Moll op. 70
- Streichquintett e-Moll op. 75 (1899)
- Klarinettentrio g-Moll op. 94
- Klavierquintett f-Moll op. 95
- Klavierquartett Nr. 2 c-Moll op. 100

### Klaviermusik
- Introduktion und Fuge g-Moll op. 42
- Variationen über ein eigenes Thema für zwei Klaviere op. 61
- Sonate H-Dur op. 76
- Suite B-Dur op. 82
- Vier Fugen op. 89
- Variationen und Fuge über ein eigenes Thema b-Moll op. 91
- zahlreiche kleinere Stücke